# Emił Angełow
Emił Angełow (ur. 17 lipca 1980 w Chaskowie), bułgarski piłkarz, występujący na pozycji napastnika w Karabüksporze.
Jest wychowankiem Swilengradu 1921, skąd po rundzie jesiennej sezonu 2001–2002 przeszedł do pierwszoligowego Czernomorca Burgas. Niedługo potem dwudziestotrzyletniego zawodnika zauważyli trenerzy Lewskiego Sofia.
W drużynie prowadzonej przez Stanimira Stoiłowa, Angełow był tylko zmiennikiem młodszego o sześć lat Walerego Domowczijskiego. Najbardziej efektywnie zaprezentował się podczas rozgrywek 2004–2005, kiedy w dwudziestu sześciu meczach ligowych strzelił jedenaście bramek. Z Lewskim zdobył dwa tytuły mistrza kraju, również dwukrotnie Puchar, a także dotarł do ćwierćfinału Pucharu UEFA i wystąpił w Lidze Mistrzów (2006–2007).
Wobec braku zaufania ze strony szkoleniowca, po rundzie jesiennej 2007–2008 zdecydował się odejść do Liteksu Łowecz. W 2009 roku trafił do tureckiego Denizlisporu, a w 2010 roku do Karabüksporu.
W reprezentacji Bułgarii zadebiutował 1 marca 2006 roku w wygranym 1:0 spotkaniu towarzyskim z Macedonią.

## Sukcesy piłkarskie
- mistrzostwo Bułgarii 2006 i 2007, Puchar Bułgarii 2005 i 2007, ćwierćfinał Pucharu UEFA 2006 oraz start w Lidze Mistrzów 2006–2007 z Lewskim Sofia